# Campionati del mondo di atletica leggera 2005 - 100 metri piani femminili
La gara dei 100 metri piani femminili ai Campionati del mondo di atletica leggera di Helsinki 2005 si è svolta nelle giornate del 7 agosto (batterie e quarti di finale) e 8 agosto (semifinali e finale).

## Podio
| Posizione | Atleta            | Paese       |
| --------- | ----------------- | ----------- |
| Oro       | Lauryn Williams   | Stati Uniti |
| Argento   | Veronica Campbell | Giamaica    |
| Bronzo    | Christine Arron   | Francia     |

## Batterie

### Batteria 1
1. Maria Karastamati,  Grecia 11"40 Q
2. Larisa Kruglova,  Russia 11"50 Q
3. Sylvie Mballa Éloundou,  Camerun 11"59 Q
4. Mercy Nku,  Nigeria 11"61 q
5. Diane Borg,  Malta 12"61
6. Dolores Dogba,  Polinesia francese 13"44 
  - Takilang Kabua,  Isole Marshall dns

### Batteria 2
1. Christine Arron,  Francia 11"15 Q
2. Yulia Nestsiarenka,  Bielorussia 11"21 Q
3. Zhanna Block,  Ucraina 11"39 Q
4. Tahesia Harrigan,  Isole Vergini Britanniche 11"55 q
5. Yah Soucko Koïta,  Mali 12"06
6. Pauline Kwalea,  Isole Salomone 13"43
7. Tit Linda Sou,  Cambogia 13"45

### Batteria 3
1. Sherone Simpson,  Giamaica 11"33 Q
2. Muna Lee,  Stati Uniti 11"40 Q
3. Manuela Levorato,  Italia 11"46 Q
4. Delphine Atangana,  Camerun 11"59 q
5. Gloria Diogo,  São Tomé e Príncipe 12"09
6. Basma Al-Eshosh,  Giordania 12"37
7. Ngerak Florencio,  Palau 12"64

### Batteria 4
1. Chandra Sturrup,  Bahamas 11"15 Q
2. Lucimar Aparecida de Moura,  Brasile 11"40 Q
3. Mariya Bolikova,  Russia 11"41 Q
4. Heidi Hannula,  Finlandia 11"55 q
5. Alenka Bikar,  Slovenia 11"68 q
6. Kaitinano Mwemweata,  Kiribati 13"80
7. Severina Chilala,  Angola 14"21

### Batteria 5
1. Olga Fedorova,  Russia 11"36 Q
2. Lauryn Williams,  Stati Uniti 11"38 Q
3. Vida Anim,  Ghana 11"50 Q
4. Sylviane Félix,  Francia 11"54 q
5. Deysie Natalia Sumigar,  Indonesia 11"88
6. Desiree Craggette,  Guam 12"80
7. Marie-Victoire Mboh,  Rep. Centrafricana 13"25

### Batteria 6
1. Veronica Campbell-Brown,  Giamaica 11"30 Q
2. Endurance Ojokolo,  Nigeria 11"40 Q
3. Kelly-Ann Baptiste,  Trinidad e Tobago 11"48 Q
4. LaVerne Jones-Ferrette,  Isole Vergini Americane 11"63 Q
5. Im Wa Cheong,  Macao 13"04
6. Evangeleen Ikelap,  Micronesia 13"51 
  - Shu-Chuan Chuang,  Taipei cinese dns

### Batteria 7
1. Aleen Bailey,  Giamaica 11"52 Q
2. Geraldine Pillay,  Sudafrica 11"60 Q
3. Affoué Amandine Allou,  Costa d'Avorio 11"65 Q
4. Emma Ania,  Regno Unito 11"69 q
5. Curlee Gumbs,  Anguilla 12"87
6. Valentina Nazarova,  Turkmenistan 12"87
7. Montserrat Pujol,  Andorra 13"01
8. Christina Maltape,  Vanuatu 13"65

### Batteria 8
1. Me'Lisa Barber,  Stati Uniti 11"32 Q
2. Kim Gevaert,  Belgio 11"36 Q
3. Oluwatoyin Olupona,  Canada 11"61 Q
4. Melisa Murillo,  Colombia 11"71
5. Tricia Flores,  Belize 12"59
6. Olga Gerasimova,  Tagikistan 12"95
7. Rosa Mystique Jone,  Nauru 13"16

## Quarti di finale

### Quarto 1
1. Veronica Campbell-Brown,  Giamaica 11"17 Q
2. Lauryn Williams,  Stati Uniti 11"22 Q
3. Olga Fedorova,  Russia 11"37 Q
4. Geraldine Pillay,  Sudafrica 11"48
5. Heidi Hannula,  Finlandia 11"52
6. Manuela Levorato,  Italia 11"54
7. Sylvie Mballa Éloundou,  Camerun 11"55
8. Mercy Nku,  Nigeria 11"57

### Quarto 2
1. Christine Arron,  Francia 11"03 Q
2. Yulia Nestsiarenka,  Bielorussia 11"18 Q
3. Zhanna Block,  Ucraina 11"27 Q
4. Aleen Bailey,  Giamaica 11"29 q
5. Tahesia Harrigan,  Isole Vergini Britanniche 11"47
6. Larisa Kruglova,  Russia 11"56
7. Affoué Amandine Allou,  Costa d'Avorio 11"57
8. Emma Ania,  Regno Unito 11"57

### Quarto 3
1. Chandra Sturrup,  Bahamas 11"10 Q
2. Muna Lee,  Stati Uniti 11"22 Q
3. Kim Gevaert,  Belgio 11"25 Q
4. Mariya Bolikova,  Russia 11"27 q
5. Maria Karastamati,  Grecia 11"29 q
6. Sylviane Félix,  Francia 11"51
7. Oluwatoyin Olupona,  Canada 11"57
8. Alenka Bikar,  Slovenia 11"69

### Quarto 4
1. Sherone Simpson,  Giamaica 11"12 Q
2. Me'Lisa Barber,  Stati Uniti 11"15 Q
3. Lucimar Aparecida de Moura,  Brasile 11"28 Q
4. Endurance Ojokolo,  Nigeria 11"33 q
5. Vida Anim,  Ghana 11"41
6. Kelly-Ann Baptiste,  Trinidad e Tobago 11"42
7. LaVerne Jones-Ferrette,  Isole Vergini Americane 11"51
8. Delphine Atangana,  Camerun 11"52

## Semifinali

### Semifinale 1
1. Christine Arron,  Francia 10"96 Q
2. Veronica Campbell,  Giamaica 11"00 Q
3. Me'Lisa Barber,  Stati Uniti 11"08 Q
4. Muna Lee,  Stati Uniti 11"10 Q
5. Aleen Bailey,  Giamaica 11"23
6. Olga Fedorova,  Russia 11"27
7. Kim Gevaert,  Belgio 11"30
8. Endurance Ojokolo,  Nigeria 11"60

### Semifinale 2
1. Lauryn Williams,  Stati Uniti 11"03 Q
2. Chandra Sturrup,  Bahamas 11"09 Q
3. Yulia Nestsiarenka,  Bielorussia 11"10 Q
4. Sherone Simpson,  Giamaica 11"15 Q
5. Zhanna Block,  Ucraina 11"18
6. Maria Karastamati,  Grecia 11"20
7. Lucimar de Moura,  Brasile 11"27
8. Mariya Bolikova,  Russia 11"31

## Finale
1. Lauryn Williams,  Stati Uniti 10"93
2. Veronica Campbell,  Giamaica 10"95
3. Christine Arron,  Francia 10"98
4. Chandra Sturrup,  Bahamas 11"09
5. Me'Lisa Barber,  Stati Uniti 11"09
6. Sherone Simpson,  Giamaica 11"09
7. Muna Lee,  Stati Uniti 11"09
8. Yulia Nestsiarenka,  Bielorussia 11"13